# Carrefour Market
Carrefour Market – francuska sieć supermarketów utworzona w 2007 roku, należąca do Groupe Carrefour, posiadająca sklepy w Europie, Ameryce Południowej, Afryce i Azji. Na świecie znajduje się ponad 3000 sklepów Carrefour Market (2022).
Powierzchnia sklepów Carrefour Market wynosi 1000 do 3500 m² (w Polsce od 400 do 1500 m²).

Sklepy Carrefour Market
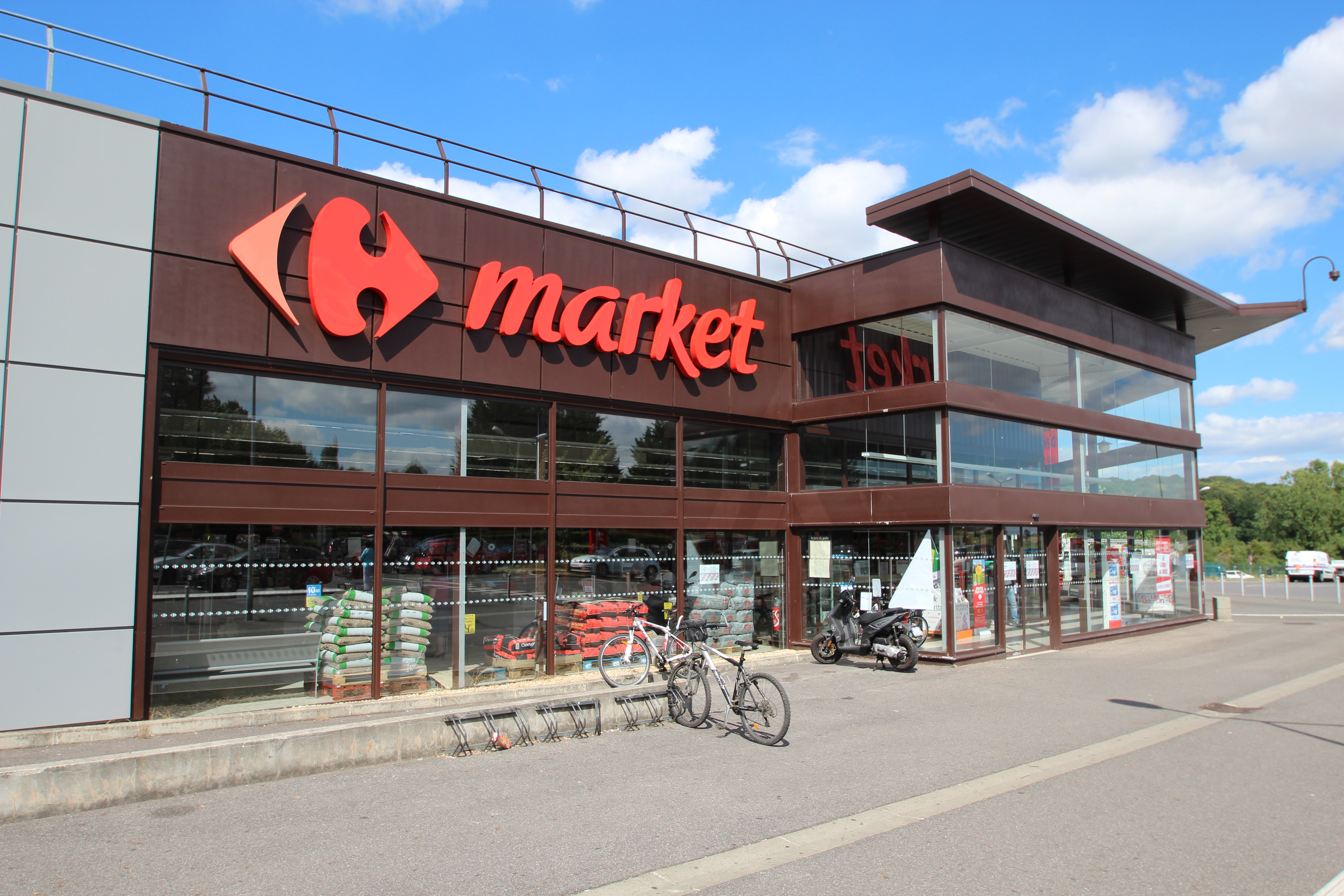
Francja (Limours)
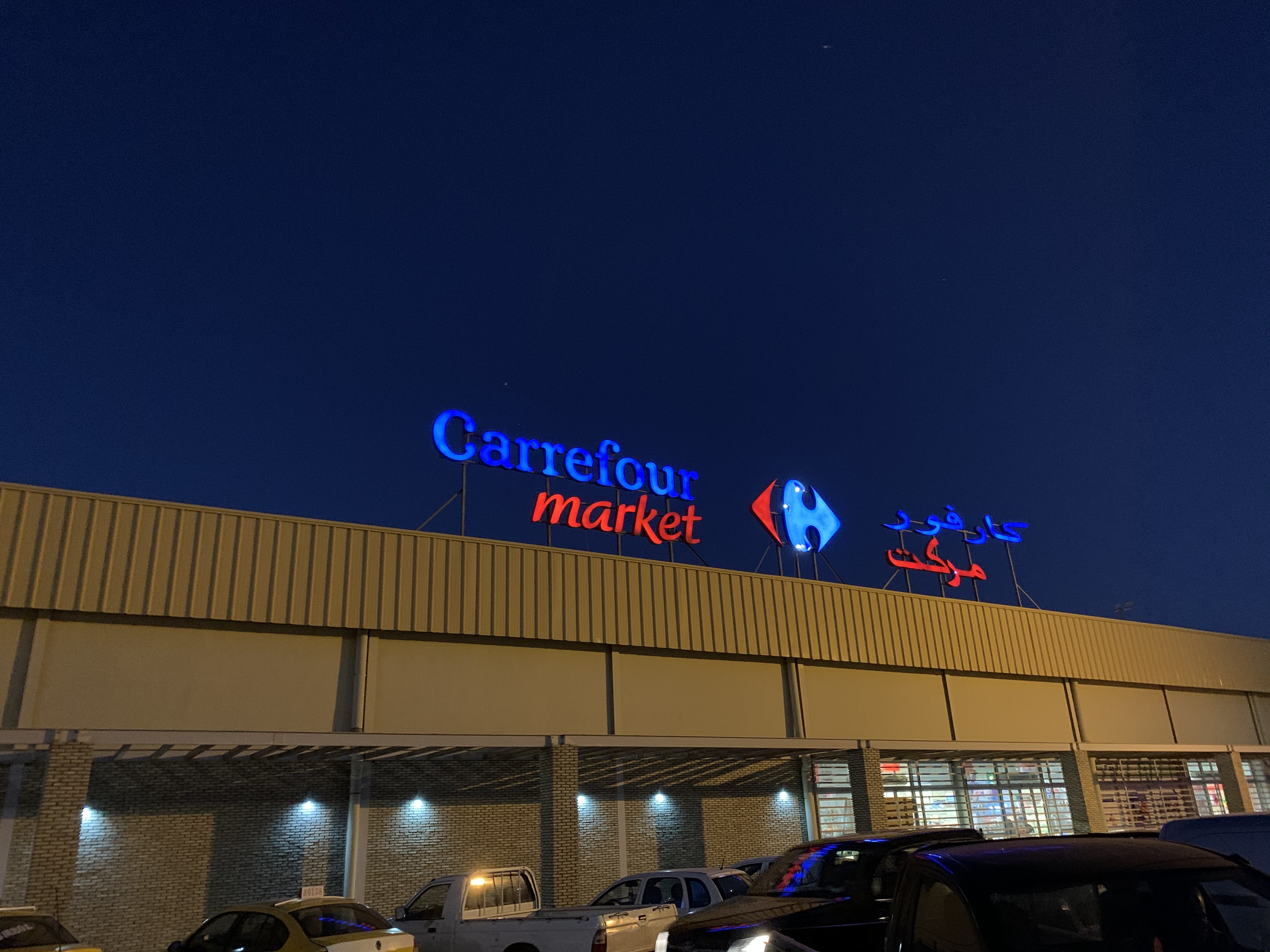
Tunezja (Tauzar)
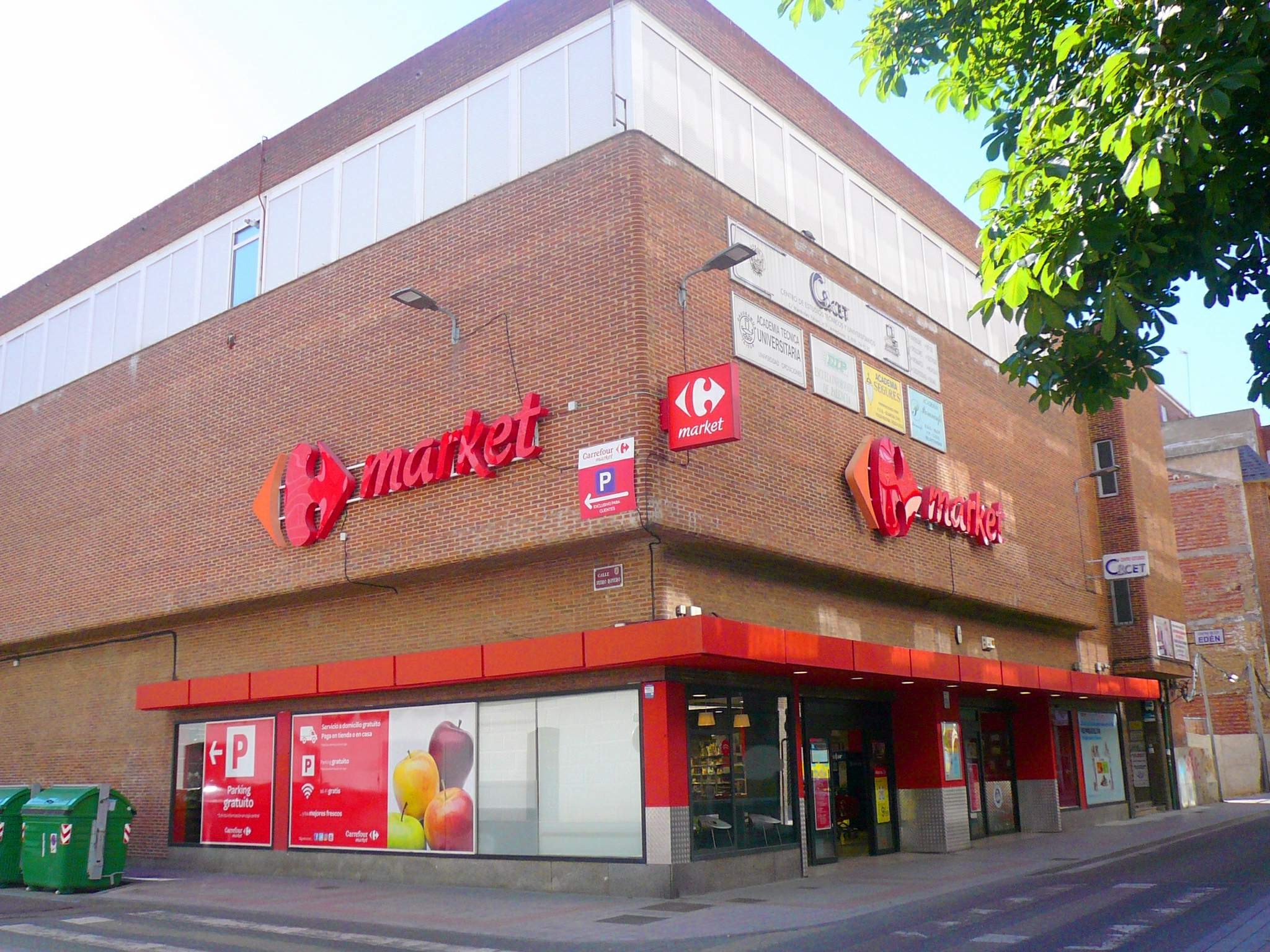
Hiszpania (Palencia)
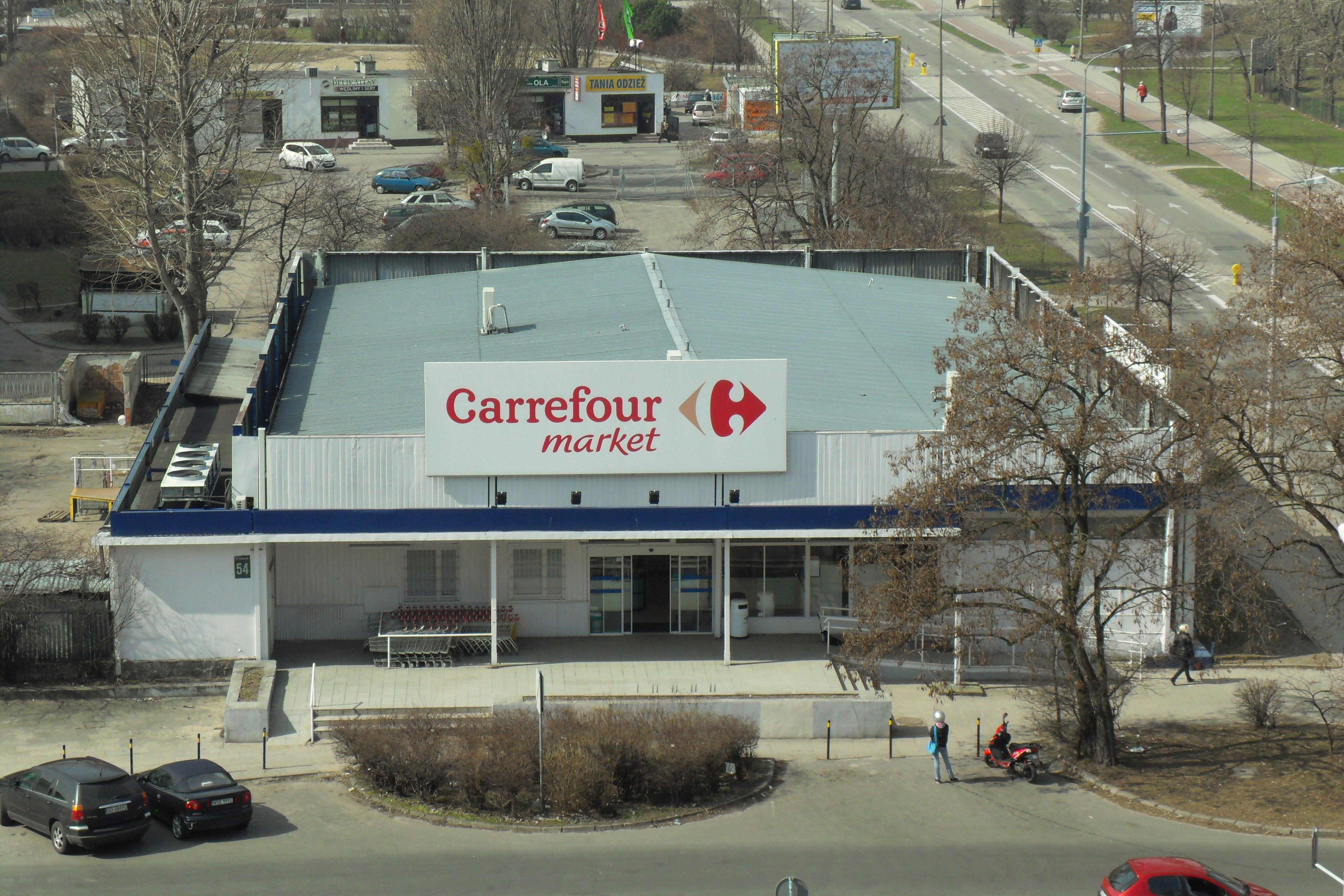
Polska (Gdańsk)

## Historia
Format sklepów Carrefour Market został utworzony w 2007 roku, aby zastąpić starsze supermarkety Grupy Carrefour, takie jak Champion (na arenie międzynarodowej), GB Supermarkets (Belgia) i GS (Włochy). Grupa Carrefour podjęła decyzję o wdrożeniu formatu Carrefour Market na skalę międzynarodową.
Carrefour Market w Polsce pojawił się w 2008 roku, zastępując supermarkety sieci Globi i Albert. W 2022 w Polsce działało około 160 supermarketów pod szyldem Carrefour Market, w tym też supermarkety franczyzowe. 

## Działalność

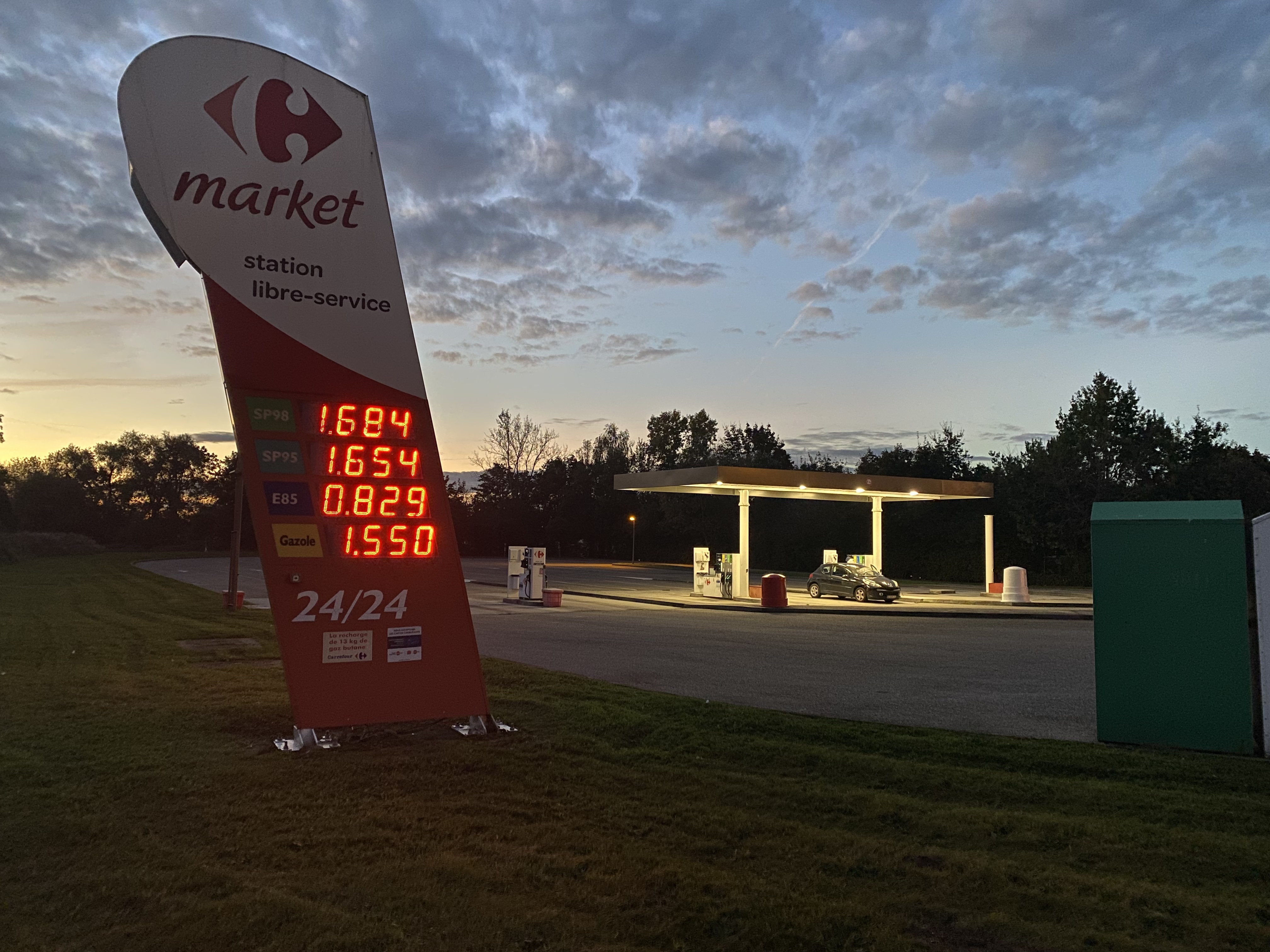
Stacja paliw Carrefour Market

Sklepy Carrefour Market są obecne w Europie (Polska, Francja, Belgia, Rumunia, Włochy, Gruzja, Hiszpania, Macedonia Północna, Bułgaria), Ameryce Południowej (Brazylia, Argentyna), Afryce (Egipt, Maroko, Kenia) i Azji (Tajwan, Jordania, Irak, Katar, Armenia, Liban).